# 卡洛佩扎蒂
卡洛佩扎蒂（義大利語：Calopezzati），是意大利科森扎省的一个市镇。总面积22平方公里，人口1299人，人口密度59.0人/平方公里（2009年）。ISTAT代码为078021。